# Гібралтар (Мічиган)
Гібралтар (англ. Gibraltar) — місто (англ. city) в США, в окрузі Вейн штату Мічиган. Населення — 4997 осіб (2020).

## Географія
Гібралтар розташований за координатами 42°6′20″ пн. ш. 83°12′4″ зх. д. / 42.10556° пн. ш. 83.20111° зх. д. (42.105437, -83.201018).  За даними Бюро перепису населення США в 2010 році місто мало площу 11,43 км², з яких 9,79 км² — суходіл та 1,64 км² — водойми.

## Демографія
Згідно з переписом 2010 року, у місті мешкало 4656 осіб у 1946 домогосподарствах у складі 1283 родин. Густота населення становила 407 осіб/км².  Було 2217 помешкань (194/км²).
Расовий склад населення:
| - 94,7 % — білих - 2,0 % — чорних або афроамериканців - 0,7 % — азіатів - 0,4 % — корінних американців - 0,1 % — вихідців з тихоокеанських островів |

До двох чи більше рас належало 1,6 %. Частка іспаномовних становила 2,9 % від усіх жителів.
За віковим діапазоном населення розподілялося таким чином: 22,0 % — особи молодші 18 років, 63,8 % — особи у віці 18—64 років, 14,2 % — особи у віці 65 років та старші. Медіана віку мешканця становила 41,4 року. На 100 осіб жіночої статі у місті припадало 99,7 чоловіків;  на 100 жінок у віці від 18 років та старших — 98,0 чоловіків також старших 18 років.
Середній дохід на одне домашнє господарство  становив 70 766 доларів США (медіана — 66 477), а середній дохід на одну сім'ю — 75 860 доларів (медіана — 71 875). Медіана доходів становила 62 796 доларів для чоловіків та 35 000 доларів для жінок. За межею бідності перебувало 11,9 % осіб, у тому числі 19,0 % дітей у віці до 18 років та 2,9 % осіб у віці 65 років та старших.
Цивільне працевлаштоване населення становило 1991 осіб. Основні галузі зайнятості: освіта, охорона здоров'я та соціальна допомога — 25,0 %, виробництво — 24,8 %, мистецтво, розваги та відпочинок — 11,3 %, науковці, спеціалісти, менеджери — 10,0 %.